# Gabriel Viglianti
Gabriel Alejandro Viglianti (Córdoba, 12 giugno 1979) è un ex calciatore argentino, di ruolo centrocampista.

## Carriera

### Club
Nel 2008 si trasferisce in Romania, nell'Oțelul Galați.

## Palmarès

### Club

#### Competizioni nazionali
- Liga I: 1

Oțelul Galați: 2010-11
- Supercupa României: 1

Oțelul Galați: 2011